# Taraganj
Taraganj è un sottodistretto (upazila) del Bangladesh situato nel distretto di Rangpur, divisione di Rangpur. Si estende su una superficie di 128,64 km² e conta una popolazione di 142.512  abitanti (censimento 2011).